# 귀반점다람쥐
귀반점다람쥐(Callosciurus adamsi)는 다람쥐과에 속하는 설치류의 일종이다. 말레이시아 보르네오섬의 토착종이다. 주행성 동물로 작은 나무 속에서 주로 시간을 보낸다. 겉모습은 삼색다람쥐(C. notatus)와 유사하지만 더 작고 귀 뒤에 연한 담황색 반점이 나 있어서 구별된다.